# Zelandotipula sublaevis
Zelandotipula sublaevis är en tvåvingeart som först beskrevs av Alexander 1938.  Zelandotipula sublaevis ingår i släktet Zelandotipula och familjen storharkrankar. Inga underarter finns listade i Catalogue of Life.